# Taras Bulba (rapsodi)
Taras Bulba är en rapsodi för orkester av den tjeckiske tonsättaren Leoš Janáček. Den komponerades 1918 är bland det mustigaste Janáček skrivit. Den bygger på romanen Taras Bulba av Nikolaj Gogol.

## Verket
Den första versionen slutförde Janáček den 2 juli 1915, men reviderade den senare och gjorde avsevärda ändringar. Den andra, nästan färdiga, versionen slutfördes den 29 mars 1918. Taras Bulba uruppfördes på Nationalteatern i Brno den 9 oktober 1921. Dirigent var František Neumann. Musiken var tillägnad "vår armé, de rustade försvararna av vår nation". Partituret publicerades 1927 med ytterligare ändringar. 
Janáček själv beskrev verket som en rapsodi och valde tre episoder från Gogols berättelse som fick framträda i detta färgstarka programmusikaliska verk. 
Instrumentering
Instrumenteringen är piccolaflöjt, 2 flöjter, 2 oboer, engelskt horn, 2 klarinetter (en dubblerande Eb-klarinett), 2 fagotter, kontrafagott, 4 horn, 3 trumpeter, 3 tromboner, tuba, timpani, slagverk, harpa, orgel och stråkar.
Satser
Musiken består av tre satser:
1. Smrt Andrijova – Andrejs död (Ca 9 min)
2. Smrt Ostapova – Ostaps död (Ca 5 min)
3. Proroctví a smrt Tarase Bulby – Profetian och Taras Bulbas död (Ca 9 min)